# 裴兴奴
裴兴奴，唐朝著名琵琶弹手，出身疏勒（今新疆喀什地区），长安（今陕西西安市）东南曲江人。
裴兴奴演奏琵琶时，左手按弦微妙，“善于拨捻”。与同时的曹纲齐名，曹纲演奏时，右手刚劲有力，“拨若风雨”。《乐府杂录》记载：“曹纲善运拨，若风雨而不事扣弦，兴奴长于拨捻。”一说其即为白居易《琵琶行》中的琵琶女。